# 4588 Wislicenus
4588 Wislicenus је астероид главног астероидног појаса са средњом удаљеношћу од Сунца која износи 2,949 астрономских јединица (АЈ). Апсолутна магнитуда астероида је 11,8.